# نقطة تفتيش برافو

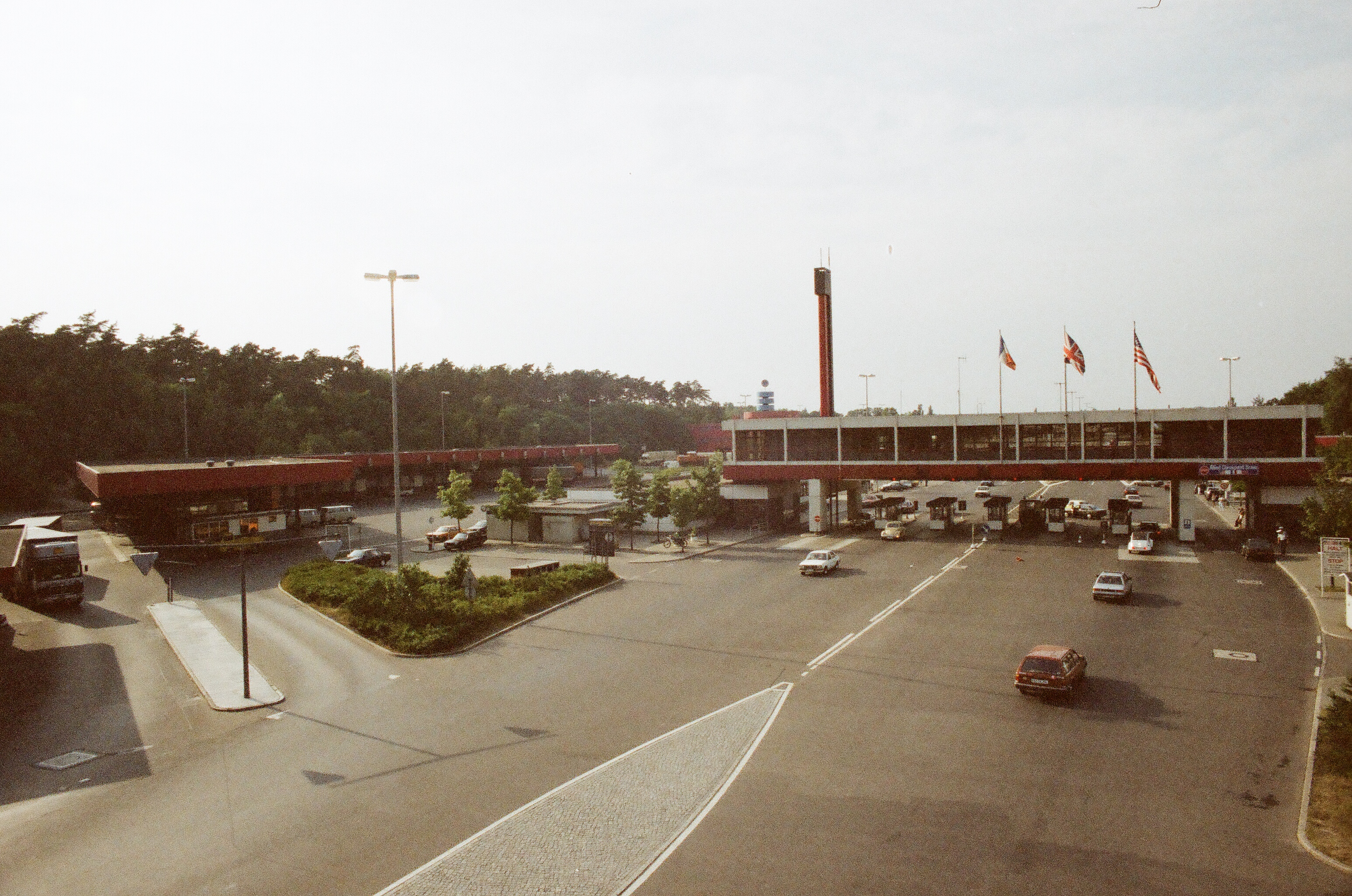
نقطة تفتيش برافو عام 1987

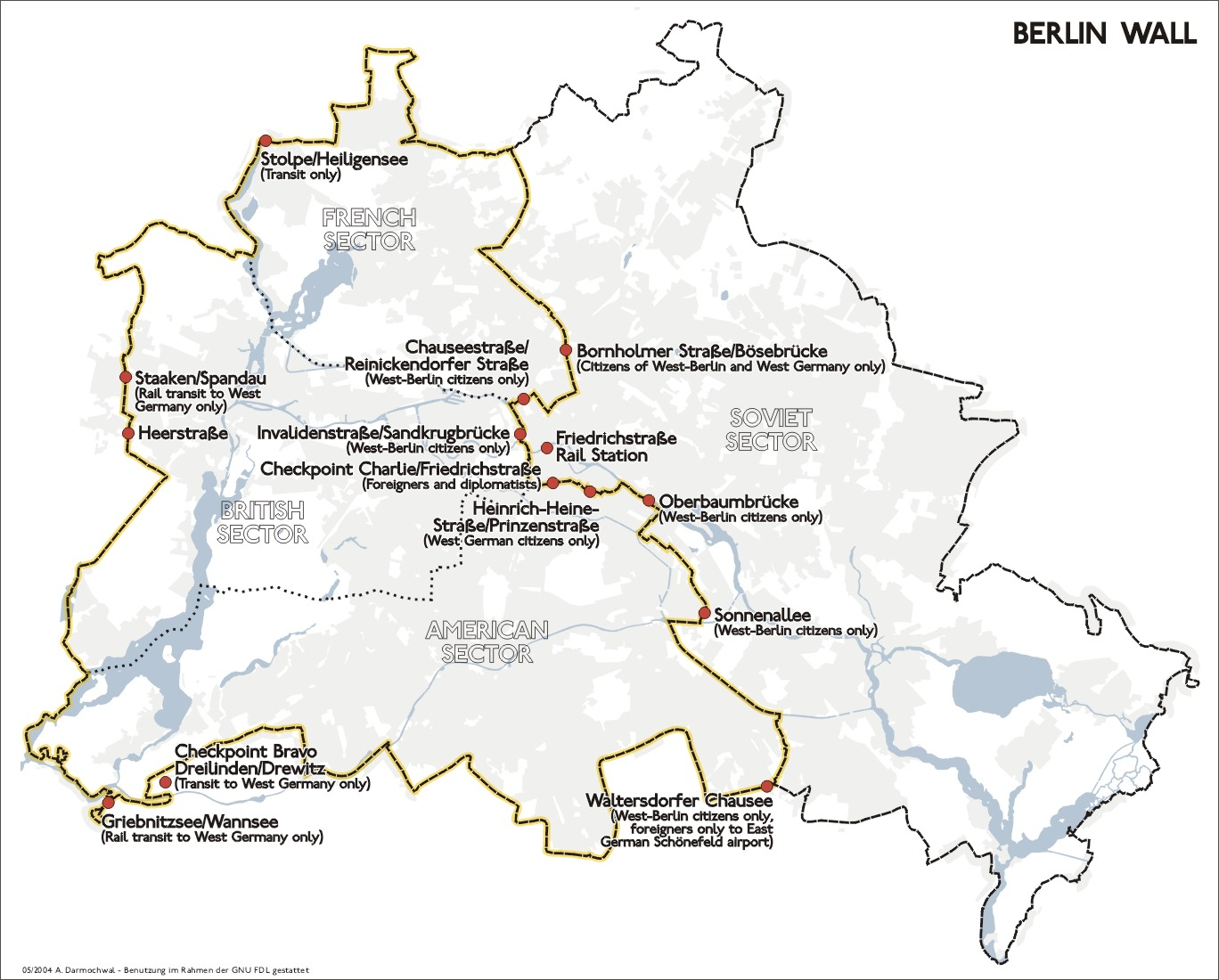
خريطة توضح حدود برلين ونقاط عبورها

نقطة تفتيش ("Checkpoint B") هو الاسم الذي أطلقه الحلفاء الغربيون على نقطة عبور أوتوبان الرئيسية بين برلين الغربية وجمهورية ألمانيا الديمقراطية. كانت معروفة باللغة الألمانية باسم Grenzübergangsstelle Drewitz-Dreilinden Drewitz هو مجتمع قريب، وDreilinden هو اسم المنطقة المشجرة في برلين التي يمر بها الطريق السريع.

## جغرافية
يقع الحاجز على الطريق السريع إيه 115 (المعروف في برلين باسم AVUS )، بين منطقة برلينر في نيكولاسي ومجتمع براندنبرجر الريفي في درويتز، وهو جزء من بلدية كلاينماشنو.

## التاريخ
كانت نقطة التفتيش هي أقرب نقطة عبور على الطريق السريع المؤدي إلى معبر هيلمشتيت - مارينبورن الحدودي ("نقطة تفتيش ألفا") على حدود ألمانيا الغربية، مما يجعلها جزءًا من أقصر طريق عبور للطريق السريع بين ألمانيا الغربية وبرلين الغربية.
تم نقل نقطة التفتيش بشكل طفيف خلال عام 1969 من Drewitz (جزء من بوتسدام)،  بعد أن أعادت سلطات ألمانيا الشرقية مسار العبور لإزالة العودة القصيرة إلى أراضي ألمانيا الشرقية قبل أن تدخل حركة المرور في النهاية إلى برلين الغربية. تم نقل نقطة التفتيش الجديدة إلى نيكولاس (جزء من منطقة زيليندورف).

## معرض

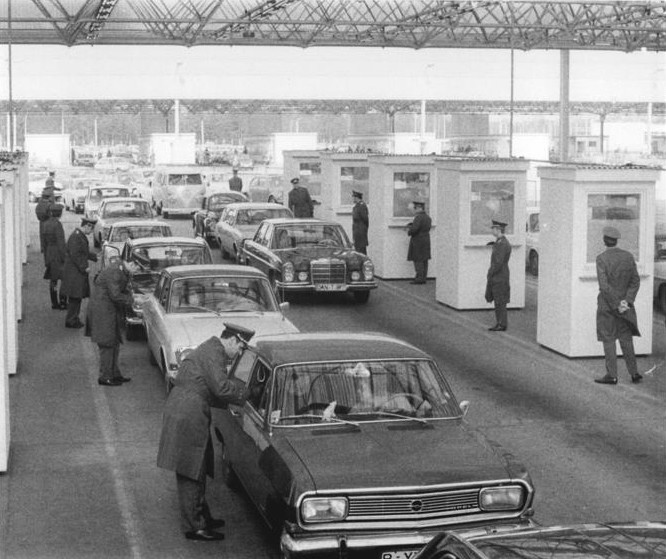
الازدحام عند حاجز ألمانيا الشرقية في درويتز في مارس 1972 بعد تخفيف مؤقت لقيود السفر إلى ألمانيا الشرقية.
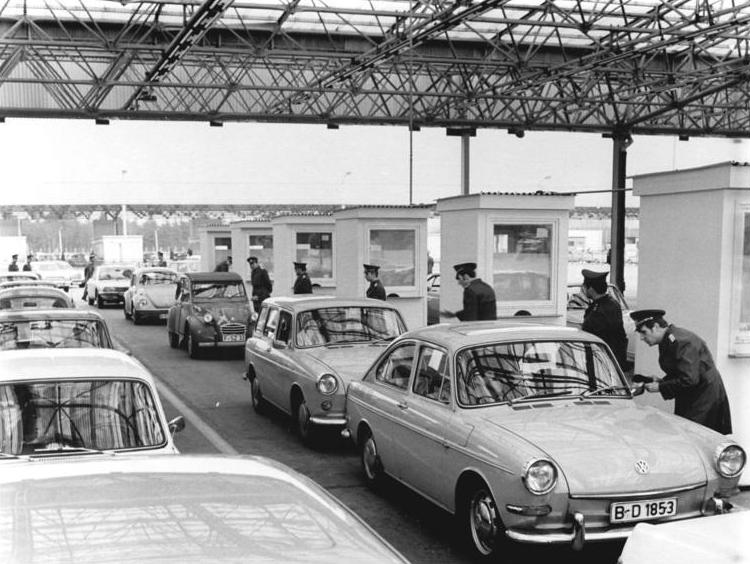
الازدحام عند حاجز ألمانيا الشرقية في درويتز في مارس 1972 بعد تخفيف مؤقت لقيود السفر إلى ألمانيا الشرقية.
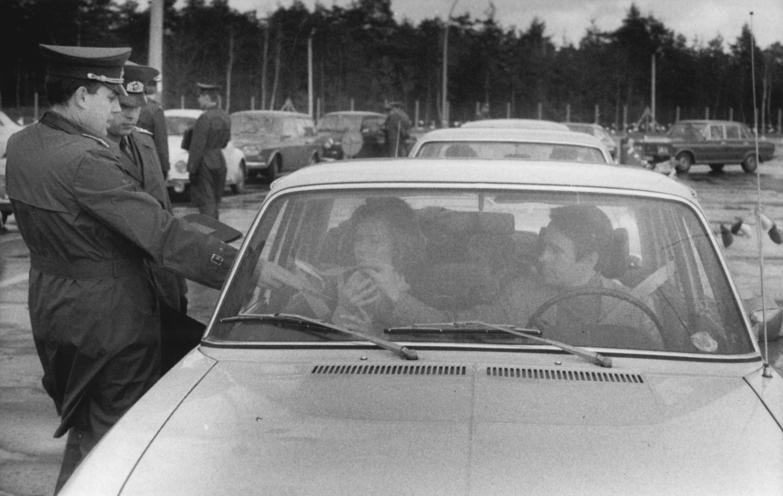
حرس الحدود الألماني الشرقي يفحص المركبات عند نقطة التفتيش في درويتز في مارس 1972 بعد تخفيف القيود المفروضة على السفر إلى ألمانيا الشرقية.
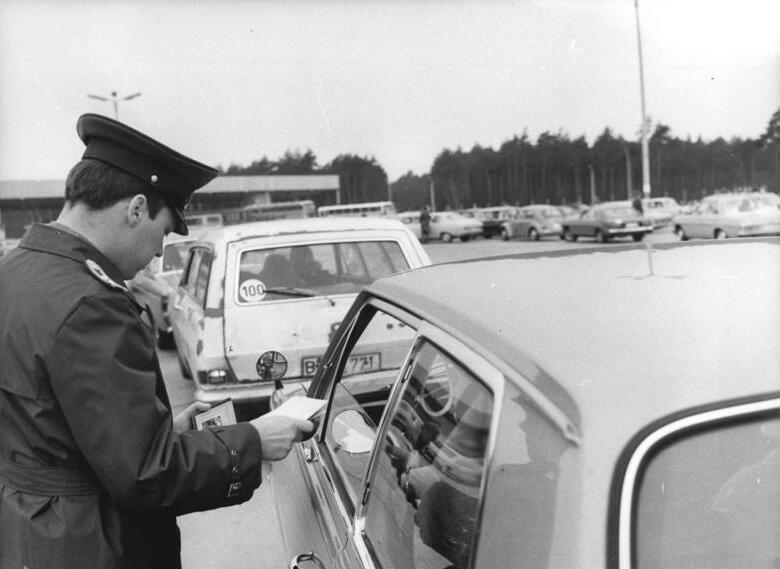
حرس الحدود الألماني الشرقي يفحص المركبات عند نقطة التفتيش في درويتز في مارس 1972 بعد تخفيف القيود المفروضة على السفر إلى ألمانيا الشرقية.
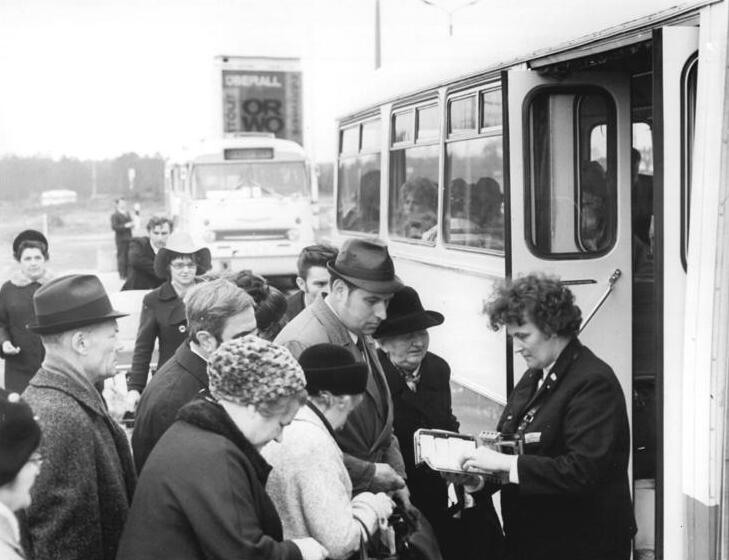
ركاب غرب برلين يستقلون الحافلات للسفر في ألمانيا الشرقية عند نقطة تفتيش Drewitz في مارس 1972 بعد التخفيف المؤقت لقيود السفر إلى ألمانيا الشرقية.
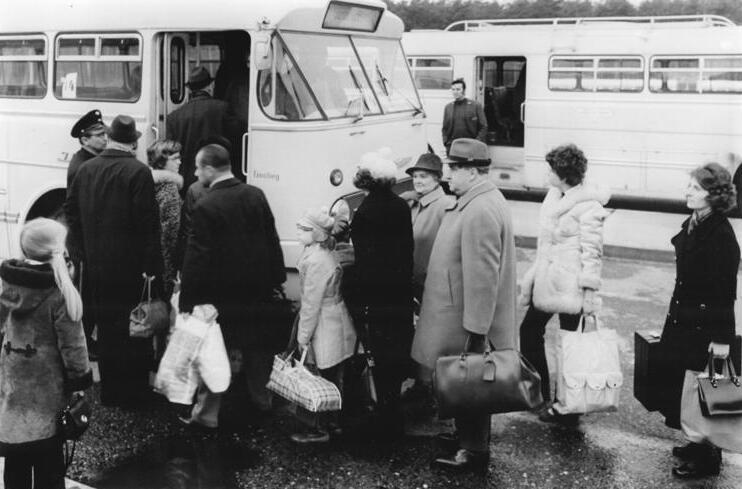
ركاب غرب برلين يستقلون الحافلات للسفر في ألمانيا الشرقية عند نقطة تفتيش Drewitz في مارس 1972 بعد التخفيف المؤقت لقيود السفر إلى ألمانيا الشرقية.
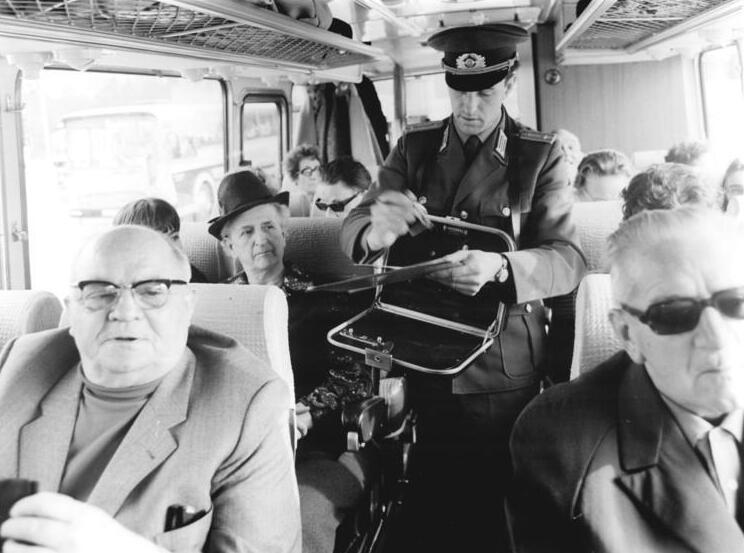
يقوم حرس الحدود من ألمانيا الشرقية بفحص تصاريح المسافرين من برلين الغربية في مارس 1972 بعد تخفيف مؤقت لقيود السفر إلى ألمانيا الشرقية.
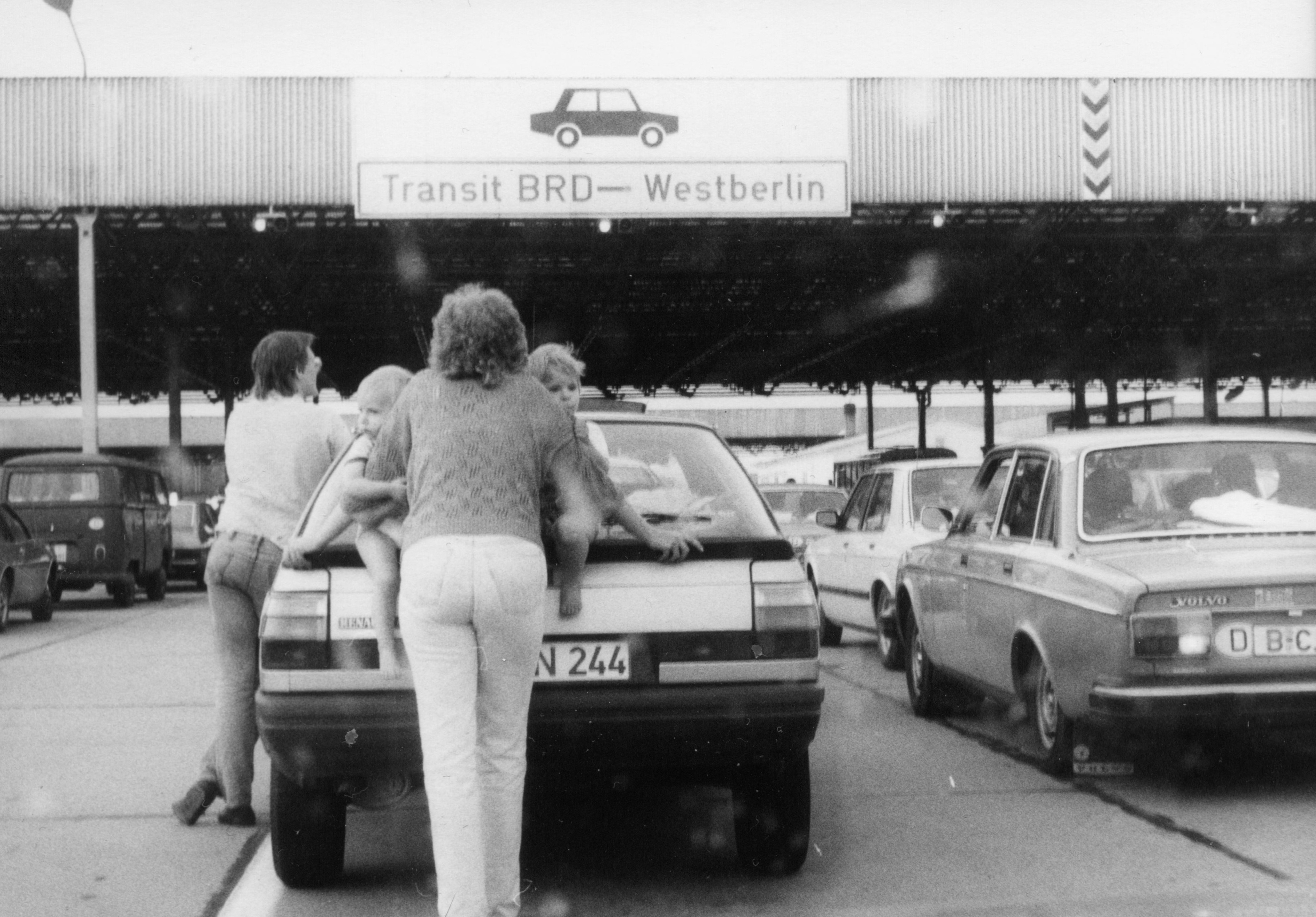
حركة المرور من ألمانيا الغربية في انتظار دخول برلين الغربية عند نقطة تفتيش ألمانيا الشرقية في درويتز في عام 1986. يدفع السائقون والركاب سياراتهم لتوفير الوقود.
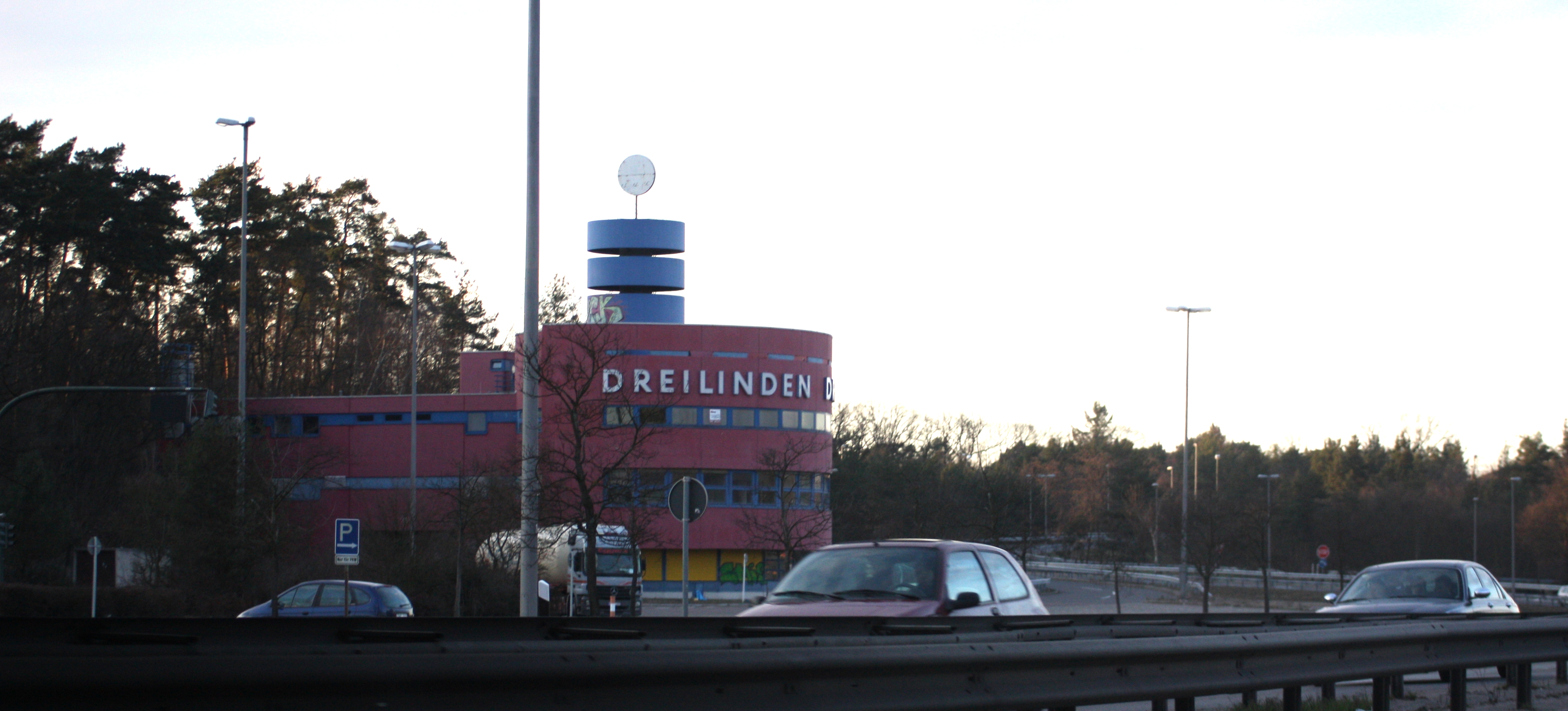
نقطة تفتيش سابقة في عام 2009.
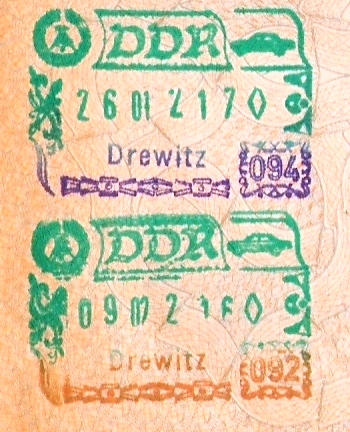
أختام دخول وخروج على جواز السفر من نقطة تفتيش Drewitz.